# Sergio Giacaman
Sergio Giacaman García (7 de septiembre de 1979) es un ingeniero comercial y político chileno, de ascendencia palestina. Se desempeñó desde abril de 2019 como intendente de la Región del Biobío, bajo el segundo gobierno de Sebastián Piñera, hasta su renuncia el 20 de noviembre de 2020, siendo sucedido por Patricio Kuhn Artigues. 
Desde 2025 ejerce como gobernador de la Región del Biobío, tras haber derrotado a su rival el exparlamentario Alejandro Navarro en la segunda vuelta de las Elecciones regionales de la Región del Biobío de 2024, obteniendo un 72,65% de los votos, según datos del Servicio Electoral de Chile.

## Biografía
Nació el 7 de septiembre de 1979. Está casado y tiene dos hijas. Estudió en el Colegio Sagrados Corazones de Hualpén. Continuó sus estudios superiores en la Universidad del Desarrollo, donde obtuvo el título de ingeniero comercial.
Inició su trayectoria laboral como coordinador de la Escuela de Administración y Negocios DuocUC, Sede Concepción. Posteriormente se desempeñó como Director Ejecutivo Biobío de la Fundación Hogar de Cristo.
En el primer Gobierno del presidente Sebastián Piñera, se desempeñó entre 2010 y 2012 como Secretario Regional Ministerial de Desarrollo Social en la región del Biobío.
Posteriormente, retornó al sector privado como subgerente de Essbio y Nuevosur. También se desempeñó como presidente del directorio de la Fundación CATIM.
El 16 de abril de 2019 asumió como intendente de la región del Biobío, nombrado por Sebastián Piñera. Renunció el 20 de noviembre de 2020.
El 24 de noviembre de 2024 en la segunda vuelta de las elecciones regionales de Chile fue electo gobernador de la Región del Biobío, derrotando al oficialista Alejandro Navarro con más del 72% de los votos.